# L'Échelle vivante
Pour plus de détails, voir Fiche technique et Distribution.
L'Échelle vivante (De levende ladder ; en anglais : The Living Ladder) est un film néerlandais muet de 1913 réalisé par Maurits Binger et Louis H. Chrispijn.
Ce fut le premier long métrage néerlandais et la première production de la Filmfabriek Hollandia.

## Synopsis
Un groupe d'acrobates sauve une fille d'un moulin en feu.

## Fiche technique
- Titre : L'Échelle vivante
- Titre original : De levende ladder
- Réalisation : Maurits Binger et Louis H. Chrispijn
- Scénario : Maurits Binger
- Société de production : Filmfabriek Hollandia et N.V. Maatschappij voor Artistieke Cinematografie
- Pays :  Pays-Bas
- Genre :
- Durée : 50 minutes
- Dates de sortie : 
  -  Pays-Bas : 24 juin 1913

## Distribution
- Annie Bos
- Alex Benno
- Koba Kinsbergen
- Barend Barendse
- Louis Bouwmeester